# 2015年习近平访英
2015年习近平访英，是指中共中央总书记、中国国家主席习近平于2015年10月19日至23日对英国进行的国事访问。这是自2005年以来，中国国家元首对英国进行的首次国事访问，也是自2014年6月中国国务院总理李克强访问英国后的又一轮中国国家领导人对英国的国事访问。访英期间，习近平前往白金汉宫会见了英国女王伊丽莎白二世、在唐宁街10号会见英国首相戴维·卡梅伦，并前往曼彻斯特参观了曼彻斯特城足球俱乐部等活动。

## 背景
中國現代國際關係研究院副院長馮仲平表示，中英關係急劇升溫，得益於兩國政府強烈的政治意願。2015年3月，英國作為首個西方大國率先表態加入亞投行。9月，英國財政大臣奧斯本訪華，參加了眾多會議和活動，為尋求「一帶一路」商機還作為英國首位內閣大臣到訪了新疆。他还表示，习近平此次访英将带来豐碩成果。
不过，CNN网站报道指出，中英关系长期以来一直存在一些问题，直至1997年香港回归才得以解决。2012年，英国首相卡梅伦曾会见达赖喇嘛。

## 前期准备
2015年3月，英国剑桥公爵威廉王子访华时向习近平转交了伊丽莎白二世的邀请信。5月，伊丽莎白二世在英国新一届议会开幕式上正式宣布了习近平的访英计划。
伦敦时间2015年10月16日凌晨5点，为欢迎习近平访问英国，英国仪仗队进行了欢迎仪式的全套彩排。而伦敦唐人街也已经挂上了中英两国国旗，以示欢迎。
同日，英国女王官邸白金汉宫正式公布了习近平访英的行程表。另外，习近平访英期间，将有自由西藏、国际特赦组织、新疆维吾尔穆斯林以及法轮功等团体和组织针对习近平举行抗议活动。为了迎接习近平，英国安全部门以及伦敦大都会警察为此作了5个多月的准备活动。而12名诺贝尔和平奖得主还致函英国首相卡梅伦，要求他向习近平当面提出释放2010年诺贝尔和平奖得主刘晓波和被软禁的妻子刘霞。
在曼彻斯特城足球俱乐部方面，曼城在其官方推特和新浪微博上公开欢迎习近平到访，表示：“今天我们十分荣幸的欢迎习近平主席和英国首相卡梅伦参观曼城俱乐部

## 行程与访问成果

### 10月19日：抵达
2015年10月19日晚上8时（伦敦时间），习近平与其夫人彭丽媛，乘坐中国国际航空的专机，抵达英国伦敦的希思罗机场，开始对英国为期四天的国事访问。习近平和夫人彭丽媛在机场受到英国女王代表胡德子爵、外交大臣夏文達等热情迎接。英国青年向习近平夫妇献上鲜花。当晚，习近平夫妇前往倫敦海德公園的文華東方酒店下榻。
在习近平访英前夕，先期到達的涉及金融、大數據、文化等多個重點領域的中方商務團已经抵达英国伦敦，并在英國BIS會議中心舉行中英互聯網圓桌會議。拉卡拉集團董事長兼總裁孫陶然、亞信科技CEO武軍、騰訊副總裁江陽、百度公司總編輯趙承、阿里巴巴副總裁石東偉等在圓桌會議上做了主題發言。10月19日14時30分左右，中國商務代表團在訪英期間簽下了首單。

### 10月20日：会见英国女王、议会演讲和国宴

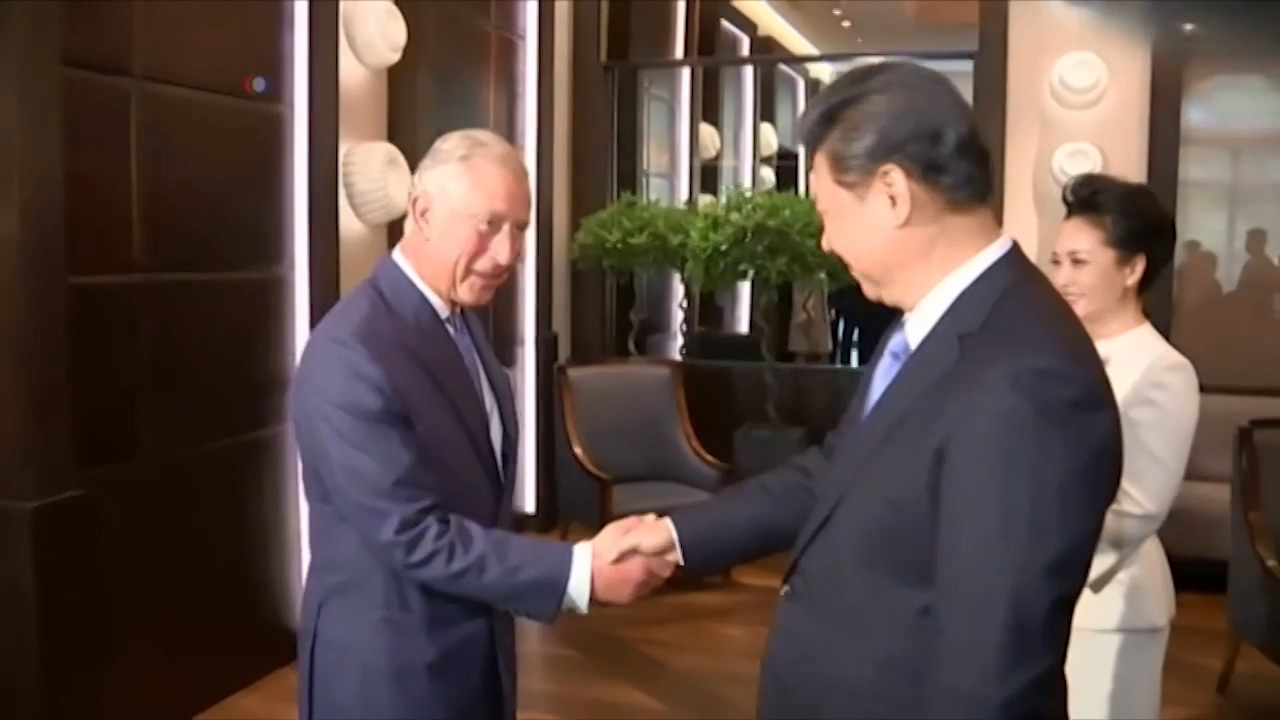
习近平会见威尔士亲王查尔斯王子

10月20日中午，伊丽莎白二世在伦敦皇家骑兵卫队阅兵场为习近平举行隆重仪式，并鸣响礼炮，在伦敦塔桥及伦敦城62响而同时在格林公园41响，一共103响。在检阅场上，当地华人华侨挥舞着中英两国国旗、舞龙舞狮，中国留学生打着“习主席您好”的欢迎横幅、唱起《歌唱祖国》，欢迎习近平访问英国。而一些人权示威者、法轮功和自由西藏運動支持者在现场挥动标语及旗帜以示抗议，但与习近平的支持者相比处于劣势，且被英国警方限制在马路一侧的小片区域内。法輪功學員訴求已有19萬人向北京法院控告前中共總書記江澤民，呼籲習近平讓江受審判。此前英国工党领袖杰里米·科爾賓还曾表示，会在国宴上当面向习近平提出人权问题。不过中国驻英国大使刘晓明表示，习近平此行是推进中英伙伴合作关系，不是来辩论人权问题，但他指中方不会避谈人权问题。
随后，习近平夫妇和伊丽莎白二世在白金汉宫，按传统互赠了礼物，并由女王招待共进私人午餐后，向客人展示皇家收藏中的中国藏品。同日下午，习近平夫妇前往威斯敏斯特英国议会大厦。随后习近平在威斯敏斯特宫皇家画廊向英国两院议会议员和其他宾客演讲，他在演讲中表示，中國有自己的制度，且比英國更具歷史，并稱讚英國國會被譽為「議會之母」，还表示中英兩國人民一定能創造更多機會。他还在讲话中引用了莎士比亚的名言。之后习近平夫妇前往威廉王子的官邸克拉伦斯宫，剑桥公爵夫妇（威廉王子与凯特王妃）还陪同习近平参观王子传统艺术学院并与学生见面。最后剑桥公爵夫妇陪习近平夫妇一起喝英国传统的下午茶。当天晚上，习近平夫妇在白金汉宫出席了伊丽莎白二世主持的欢迎晚宴，共有150余名宾客出席，在用餐前习近平还会见了英国工党党魁科尔宾。晚宴结束后，习近平夫妇下榻白金汉宫的“比利时套间”两晚。

### 10月21日：会见英国首相、出席中英工商峰会及参观活动
10月21日，习近平与英国首相戴维·卡梅伦在英国首相府唐宁街10号进行了会谈，卡梅倫於首相府門外迎接習近平。会谈上，双方签署了多项协议，协议签订的总金额约400亿英镑，涵盖核电、汽车、乐高乐园、中英电影投资基金、皇家埃尔伯特港口、医疗卫生、石油、游轮、保险等领域。卡梅伦还提出了中國鋼鐵產品補貼的問題。卡梅倫回應在野工黨領袖科爾賓的提問時表明，他會向習近平提出獲補貼鋼鐵在歐洲市場傾銷的問題，強調與中方的高層次接觸，任何議題都可以談。此前英国首相府宣布，中國赴英遊客的簽證有效期，自2016年起將由半年增至兩年，並計劃推出十年期多次入境簽證，此举将推动英國經濟发展。会后，习近平和卡梅伦还共同会见了记者，就中英关系、一带一路建设、经贸问题、网络安全等回答了提问。卡梅伦发言人表示，双方在此问题上作了明确的声明，承诺不进行网络盗窃知识产权，行业机密或保密的商业信息。
随后，习近平由卡梅伦陪同，赴伦敦金融城出席中英工商峰会。习近平在会上表示，中国经济运行总体平稳，將始終保持在合理區間，不會硬著陸。并根據設定到2020年的發展目標，要實現國內生產總值比2010年翻一番，保持7%左右的增長速度。他还表示中國打開的大門不會關閉，預計未來五年將進口超過十萬億美元的商品，對外投資規模將超過五千億美元，並將有超過五億人次出境參觀訪問及旅遊購物。
中英工商峰会结束后，习近平先后赴兰开斯特宫、伦敦帝国学院及华为英国分公司参观。習近平及夫人彭麗媛抵达蘭開斯特宮后，獲威廉王子及凯特王妃迎接。威廉王子向習近平展示展品，包括在007電影中主角占士邦所駕駛的跑車，并在參觀期間聽取了倫敦一間博物館及招商局集團2017年在深圳成立設計博物館的進展。之后习近平在英國財相歐思邦陪同下到伦敦帝国学院參觀，他首先来到数据科学研究所，听取了有关运用大数据分析研究中国人口流动、一带一路建设对沿线国家影响、个性医疗、城市地铁管理等情况的介绍。之后习近平在工作人员的陪同下前往哈姆林研究中心，并向习近平展示用于外科手術的新型機械臂和醫療器材。而帝国理工学院數據科學研究所的人员向彭麗媛贈送了一件蘇格蘭羊絨披肩，這件披肩是研究所分析多張彭麗媛的照片，用電腦分析計算出彭麗媛的衣服尺寸而製成的。在参观完帝国理工学院后，习近平在华为总裁任正非的陪同下，参观华为英国分公司的展厅，参观机械手和终端产品展示，与英国员工亲切交谈，并肯定華為積極推動理念創新及組織創新。当晚，习近平夫妇还出席了倫敦市市長叶雅伦举行的歡迎晚宴。他在晚宴的讲话中提及到了一些英国的文艺作品，并表示，他在陕西插队时，曾想方设法寻找莎士比亚的作品。他最后在晚宴上说，中英关系将共同开启“黄金时代”，努力为人类和平与发展的崇高事业作出新的更大的贡献。
不过，在当日的访问活动期间，彭麗媛的臉上出現了不均勻的白色粉末，此事件被网友称为「化妝事故」。

### 10月22日：参观活动和庄园会晤
10月22日，習近平繼續其訪英第3日行程。当日上午，习近平夫妇離開白金漢宮，英国女王伊利沙伯二世和菲利普亲王到場送行。伊丽莎白二世表示习近平此次对英国的访问十分成功，成果丰硕，将英中关系提高到新的水平。
随后，习近平出席了全英孔子学院和孔子课堂年会开幕式，并在約克公爵安德魯王子的陪同下抵達開幕式現場，一起參觀全英孔子學院和孔子課堂成果圖片展，並觀看孔子學院和孔子課堂學生們的匯報演出，包括用中文演唱歌曲《感恩的心》和诗词朗诵《念奴娇·追思焦裕禄》。他在讲话中提及了由英國廣播公司製作、對比英式教育和中式教育的紀錄片《我們的孩子夠強嗎？》，并表示，英國民眾從中看到中式教學的“嚴師出高徒”效果，但亦讓中國民眾認識到張弛有度在子女成長中的重要作用，他在讲话中指出要讓中国孩子多玩一玩。最后，習近平和約克公爵安德魯王子共同為全球第1000所孔子課堂——奧特利爾中學孔子課堂揭牌。這所孔子課堂由北京八一中學（同時也是習近平的母校之一）和英国澤西島奧特利爾中學承辦。当日习近平还在安德魯王子、财政部首席大臣汉兹陪同下，到國際海事衛星組織的總部參觀，参观了国际移动卫星公司历史、对华合作展板以及卫星设备，并前往网络运营中心参观，了解衛星通訊網絡的運作，包括如何覆蓋整個一帶一路區域。而國際海事衛星組織还向習近平贈送一個最新研發的衛星模型。同日上午习近平夫人彭丽媛則參觀英國皇家音樂學院，欣賞學生和校友的表演，她还參觀了樂器博物館。
同日下午，习近平和卡梅伦在位于距离伦敦约60公里的首相乡间别墅契克斯再次会晤，并进行了4个半小时的长谈。在此次会晤中，两人重点讨论了香港问题和叙利亚问题。卡梅伦称，习近平对保障这一前英国殖民地的政治自由作出承诺，并表示香港政府应该保持半自治状态，香港应该被赋予自由选举领导人的权力。其他讨论的内容有治国理政、双边关系、国际形势等问题。此外习近平与卡梅伦还发表了“面向21世纪全球全面战略伙伴关系”的联合宣言。在会晤之前，习近平和卡梅伦在别墅草坪共同种下象征中英友谊的橡树。会后习近平还與卡麥隆前往英國傳統的“犁”酒吧，享用啤酒和炸魚薯條，体验当地的酒吧文化。此前习近平曾表示愿意在访问英国的时候喝一杯英格兰传统的黑啤酒。当晚10时，习近平结束对伦敦的访问，乘专机离开伦敦，前往曼彻斯特继续访问。在专机抵达曼彻斯特国际机场时，英国女王大曼彻斯特代表史密斯、曼彻斯特市市长墨菲等前来迎接。

### 10月23日：访问曼彻斯特
10月23日，习近平在曼彻斯特继续其访英第4日行程，以足球为访问主题。当天上午，习近平在英国财政大臣奥斯本、北方经济事务大臣沃顿、曼城斯特大学校长迎接并陪同下，参观了曼彻斯特大学国家石墨烯研究院，聽取諾貝爾物理學獎得主諾沃肖洛夫介紹石墨烯研究情況。同日，華為宣佈與曼徹斯特大學合作研究石墨烯的應用，共同開發信息通訊技術領域的下一代高性能技術，項目合作期初定為兩年。参观结束后，習近平在卡梅伦的陪同下，到訪曼城足球集团并参观曼徹斯特城足球會、曼城足球學院和足球博物馆，見證曾效力曼城的中國足球員孫繼海入選英格蘭足球名人堂，并向习近平獲贈紀念球衣和世界最早的现代足球比赛规则影印件，而习近平回赠了中国古代的蹴鞠。其间，习近平和卡梅伦还與曼城現役主力射手前鋒阿古路自拍。在习近平访问曼城期间，彭丽媛则前往曼彻斯特科学与工业博物馆访问。
随后，习近平出席了曼徹斯特市政廳的午宴，並參觀曼徹斯特空港城項目，同时宣布海南航空将开通北京与曼彻斯特的直航航班，将进一步促进中英经济的合作。同日下午，习近平夫妇在卡梅伦首相的陪同下前往曼彻斯特机场，登机起程返回北京，结束此次访问行程，英国女王宫廷大臣皮尔伯爵到机场送行。北京时间10月24日上午，习近平抵达北京。

## 分析
《香港商报》发布了评论文章《习主席访英之行颇有深意》，北京学者指出，从出访时机和国际政经背景来看，习近平此行颇有深意。并分析称，鉴于英国在欧洲的独特地位，习近平访英在提升中英战略伙伴关系的同时，亦将促进中欧整体关系的发展。英国在对华交往中创下多个“西方首次”，此次习近平访问英国，不仅反映出中英关系的重要性，同样对中欧合作具有示范意义。
而路透社分析指出，中国政府將現有的歐盟視為制衡美國的一個重要力量，因此對主張自由貿易的英國有可能離開歐盟而非常關注。

## 评价

### 正面评价
英国首相卡梅伦表示，此次访问，意味着中英关系进入“黄金时代”。而世界各大主流媒体对此次外访作出了高度评价。英国《卫报》报道指出，通过习近平主席访问英国的首日欢迎仪式，中国也展示了其政治实力；法国国际广播电台对习近平主席访英予以重点关注，并就当前中欧经贸合作态势作出评论性报道；德国《每日镜报》的报道称，通过习近平的此次访问，中英将开启两国关系的“黄金十年”。
新华社称，香港各界亦对此次外访作出高度评价。香港时事评论员朱家健认为，此次访问标志着两国关系的新里程。

### 负面评价
英国工党影子内阁能源大臣南迪表示，英国政府与中国有关核电站的投资协议，被指“可能危害英国国家安全”。另外，《观察家》杂志在9月24日称，卡梅伦和奥斯本将史无前例地向中国叩头，并表示这种外交恐慌将产生严重后果。但英国外交大臣哈蒙德否認上述事项。
10月22日，商务、创新与技能大臣萨吉德·贾伟德宣布，习近平对英国的国事访问带来了250亿英镑的中英商贸交易，随后唐宁街10号将这个估计数字提高至300亿英镑，之后又提高至400亿英镑。英国政府后来被指出有夸大中英商业交易的嫌疑。
英國女王伊利沙伯二世於2016年5月在白金漢宮草坪主持園遊會期間，當她得悉其中一位賓客倫敦警務處女警官露西·奧爾西在該次國事訪問擔任指揮官後，即以「真倒楣」形容奧爾西的工作。隨後，奧爾西向英女王透露習近平一行在其中一天行程參觀蘭開斯特府中途不辭而別，拋下她和英國駐華大使吳百納兩人離開，女王表示知情，並批評中方官員對吳百納「相當粗魯」，而且對他們的行為感到「匪夷所思」。女王在園遊會與賓客的對話原本屬於私人內容，但卻因為攝影師在場而罕有地意外流出。